# Damaidi Zhen
Damaidi Zhen (kinesiska: 大麦地, 大麦地镇) är en köping i Kina. Den ligger i provinsen Yunnan, i den sydvästra delen av landet, omkring 110 kilometer sydväst om provinshuvudstaden Kunming. Antalet invånare är 10 041. Befolkningen består av 4 673 kvinnor och 5 368 män. Barn under 15 år utgör 18,0 %, vuxna 15-64 år 74 %, och äldre över 65 år 7,0 %.
Genomsnittlig årsnederbörd är 1 013 millimeter. Den regnigaste månaden är juni, med i genomsnitt 201 mm nederbörd, och den torraste är februari, med 9 mm nederbörd.